# 政和縣 (交阯)
政和縣，是明代交阯承宣布政使司新平府政平州下轄的一個縣。治所約在今越南廣平省廣澤縣地區。

## 沿革
- 吳、晉、隋壽泠縣之地，占城為布征州，陳為布政縣。
- 明永樂五年六月癸未（1407年7月5日）置，屬新平府政平州[3][4][5][6][7][8]。
- 永樂十三年八月二十三日丁亥（1415年9月25日），以政和縣入本州[9]。